# Pinabacdao
Pinabacdao è una municipalità di quinta classe delle Filippine, situata nella Provincia di Samar, nella regione di Visayas Orientale.
Pinabacdao è formata da 24 baranggay:
- Bangon
- Barangay I (Pob.)
- Barangay II (Pob.)
- Botoc
- Bugho
- Calampong
- Canlobo
- Catigawan
- Dolores
- Lale
- Lawaan
- Laygayon

- Layo
- Loctob
- Madalonot
- Magdawat
- Mambog
- Manaing
- Nabong
- Obayan
- Pahug
- Parasanon
- Pelaon
- San Isidro